# ゴールデンスリッパーステークス
ゴールデンスリッパーステークス (Golden Slipper Stakes) はオーストラリアのニューサウスウェールズ州カンタベリーのローズヒルガーデンズ競馬場の芝1200mで行われる競馬の競走。オーストラリア2歳三冠競走の第1戦で、オーストラリアの2歳馬のスプリント路線の最強馬決定戦である。また、賞金総額は500万豪ドル（2022年以降）と世界中の2歳戦で最高賞金額を誇る競走である。

## 歴史
この競走は1957年に創設され、第1回はスターキングダム産駒のトッドマンが勝利した。スターキングダム産駒は1957年から1961年にかけて5年連続でこの競走を勝利している。1986年にはニューサウスウェールズ州で初めて100万豪ドルの賞金額の競走となった。
2009年から2014年までは4月の第一土曜日に施行され、2008年は3月の復活祭から4週間後の4月中旬に施行されていた。2008年以前は「ゴールデンスリッパーカーニバル」と呼ばれる一連の競走に合わせて、聖金曜日の前の土曜日に施行されていた。

## 歴代優勝馬
- 2000年 Belle du Jour
- 2001年 Ha Ha
- 2002年 Calaway Gal
- 2003年 Polar Success
- 2004年 Dance Hero
- 2005年 Stratum
- 2006年 Miss Finland
- 2007年 Forensics
- 2008年 Sebring
- 2009年 Phelan Ready
- 2010年 Crystal Lily
- 2011年 Sepoy
- 2012年 Pierro
- 2013年 Overreach
- 2014年 Mossfun
- 2015年 Vancouver [5]
- 2016年 Capitalist [6]
- 2017年 She Will Reign[7]
- 2018年 Estijaab[8]
- 2019年 Kiamichi[9]
- 2020年 Farnan[10]
- 2021年 Stay Inside[11]
- 2022年 Fireburn
- 2023年 Shinzo[12]
- 2024年 Lady Of Camelot[13]
- 2025年 Marhoona[14]